# 伊利亚专区
伊利亚专区（希臘語：Περιφερειακή ενότητα Ηλείας），是希腊西希腊大区的一个专区。位於伯羅奔尼撒半島西岸，西北臨帕特雷灣，西臨伊奥尼亚海，西南為基帕里夏灣。首府为皮尔戈斯。专区面积为2,618平方公里，2011年人口数量为159,300人。

## 行政
在2011年卡利克拉提斯改革方案中，希腊所有州份被取消。原伊利亚州作为整体设立为伊利亚专区。伊利亚专区下分为7个市镇（括号内为地图中的数字）：
- 古奥林匹亚（4）
- 安兹拉维扎-基利尼（6）
- 安兹里采纳-克雷斯泰纳（3）
- 伊利扎（2）
- 皮尼奥斯（7）
- 皮尔戈斯（1）
- 扎哈罗（5）